# 東京都道413号赤坂杉並線

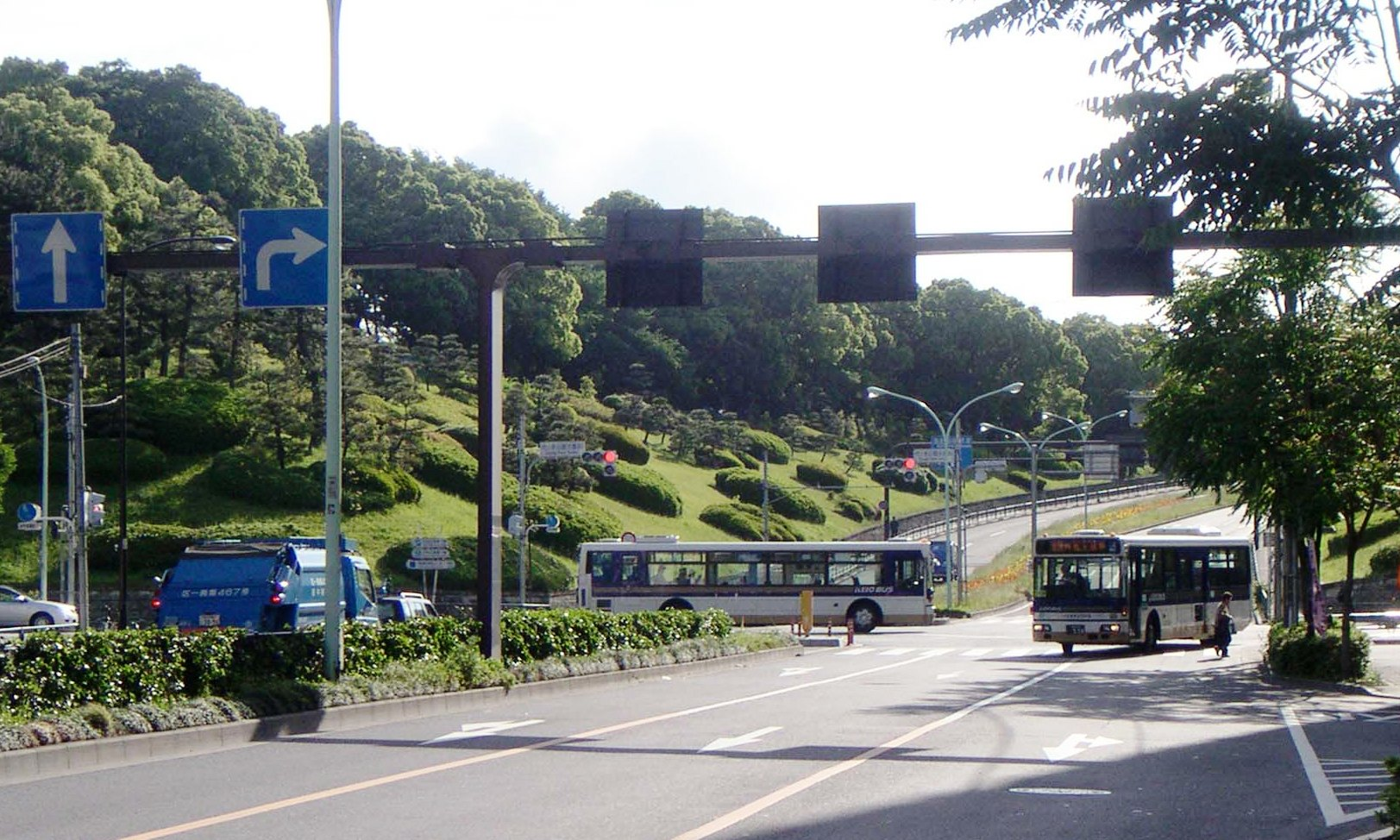
代々木公園交番前交差点

東京都道413号赤坂杉並線（とうきょうとどう413ごう あかさかすぎなみせん）は東京都港区と杉並区とを結ぶ特例都道である。

## 路線データ
- 起点：東京都港区 山王下交差点
- 終点：東京都杉並区 環八井の頭交差点
- 延長：11.773km

## 路線状況
- 都道413号線は、交通量が少なくないながらも立体交差があまり整備されていないので、多くの交差点でボトルネック渋滞となっている。特に、山王下交差点、表参道交差点、神宮前交差点の3交差点については、交差点付近に沿道商店への納品関係の路駐車が多い影響もあり、毎日渋滞している。
- 乃木坂トンネルは1997年に開通した[1]。
- 和泉二丁目交差点より西側は概ね4車線であるが、他の一般的な道路の1車線幅よりも狭い。
- 国会議事堂前-赤坂間の当路線起点から代々木公園付近まで東京地下鉄千代田線が地下を通っている。
- 和田堀給水所から西側の全区間が7号杉並あきる野線の途中にある武蔵境浄水場からの上水道本管の敷地を利用しており、水道道路とも呼ばれている。

### 区間ごとの愛称・通称

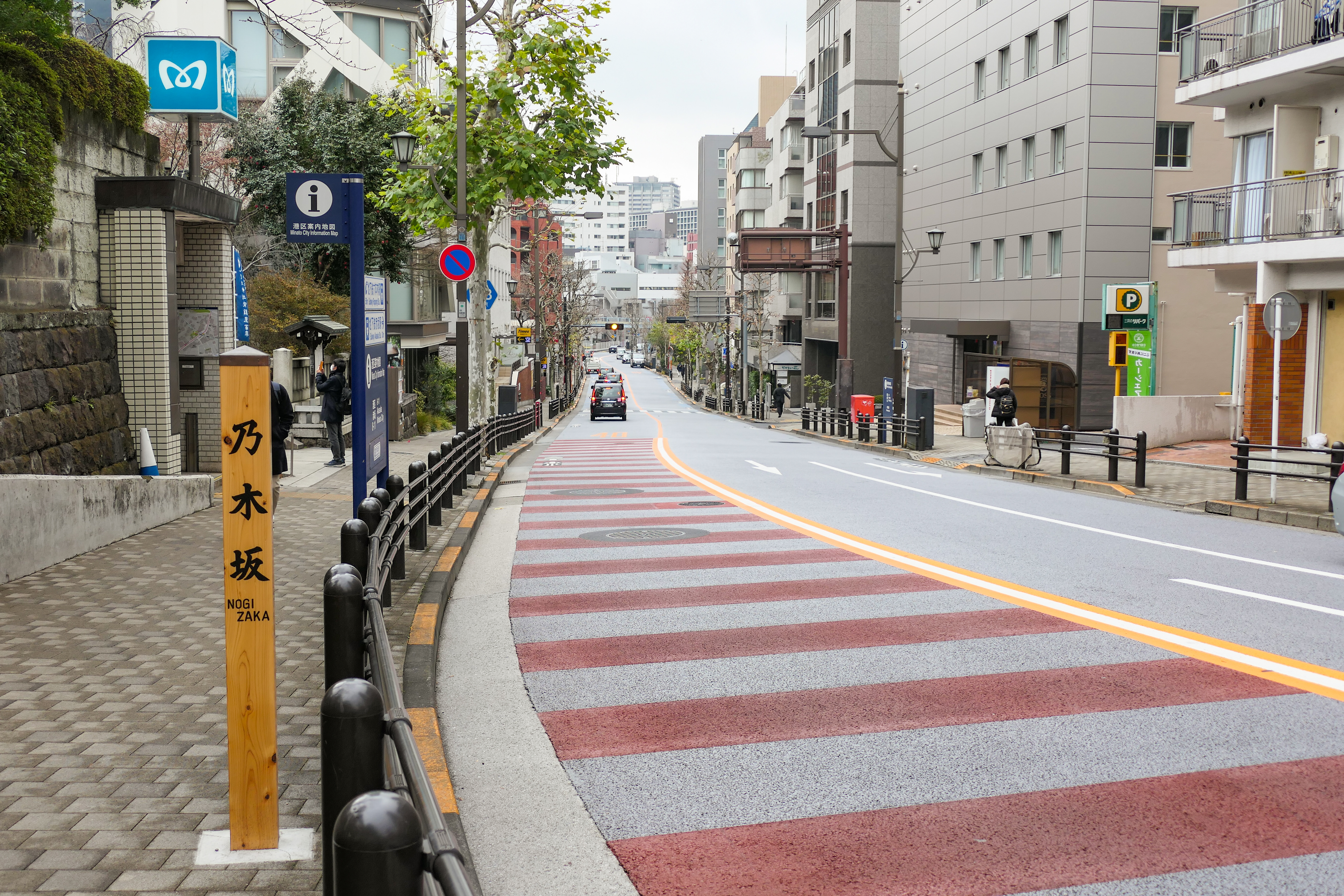
赤坂通り（乃木坂陸橋付近）

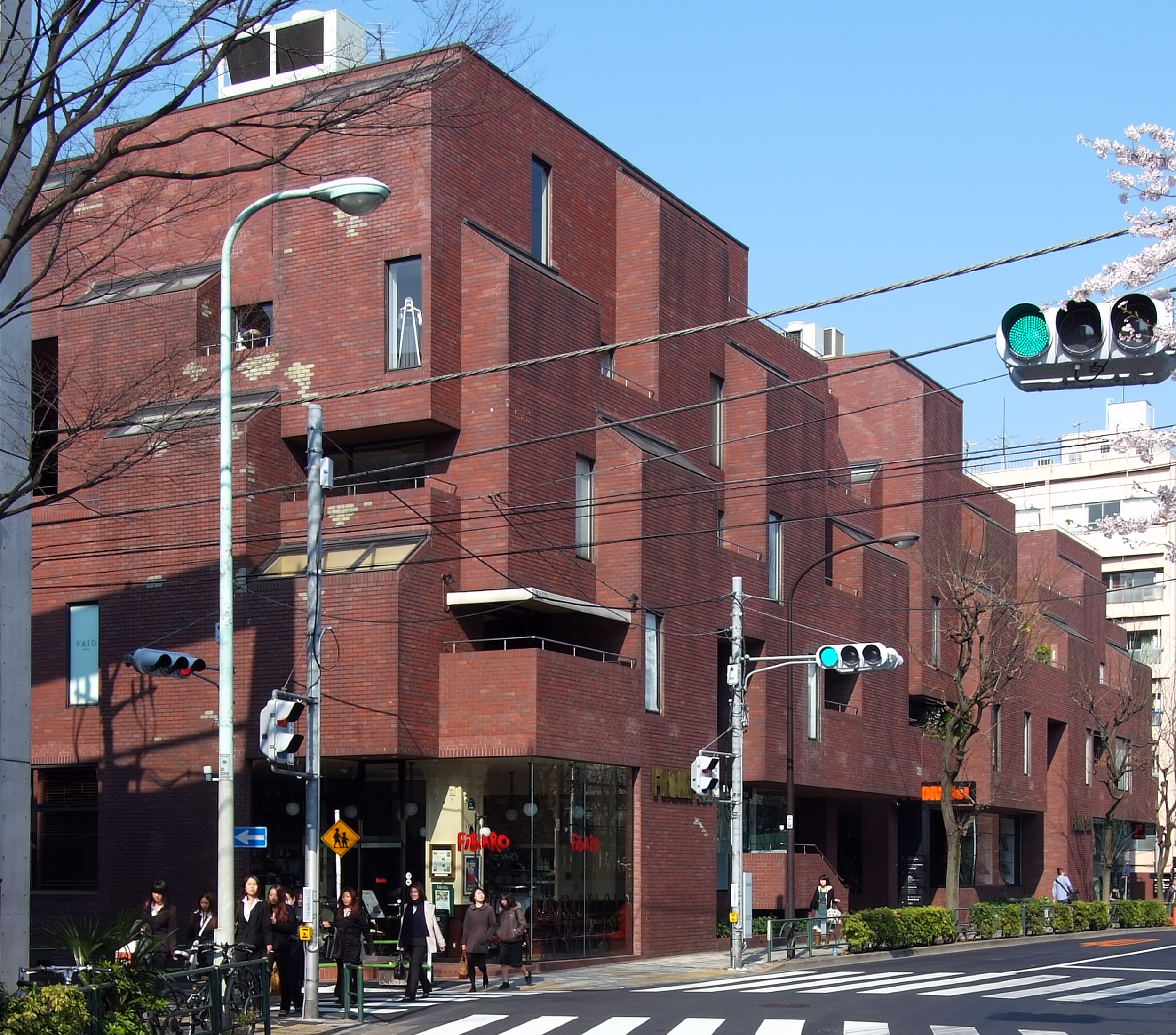
フロムファースト（南青山）

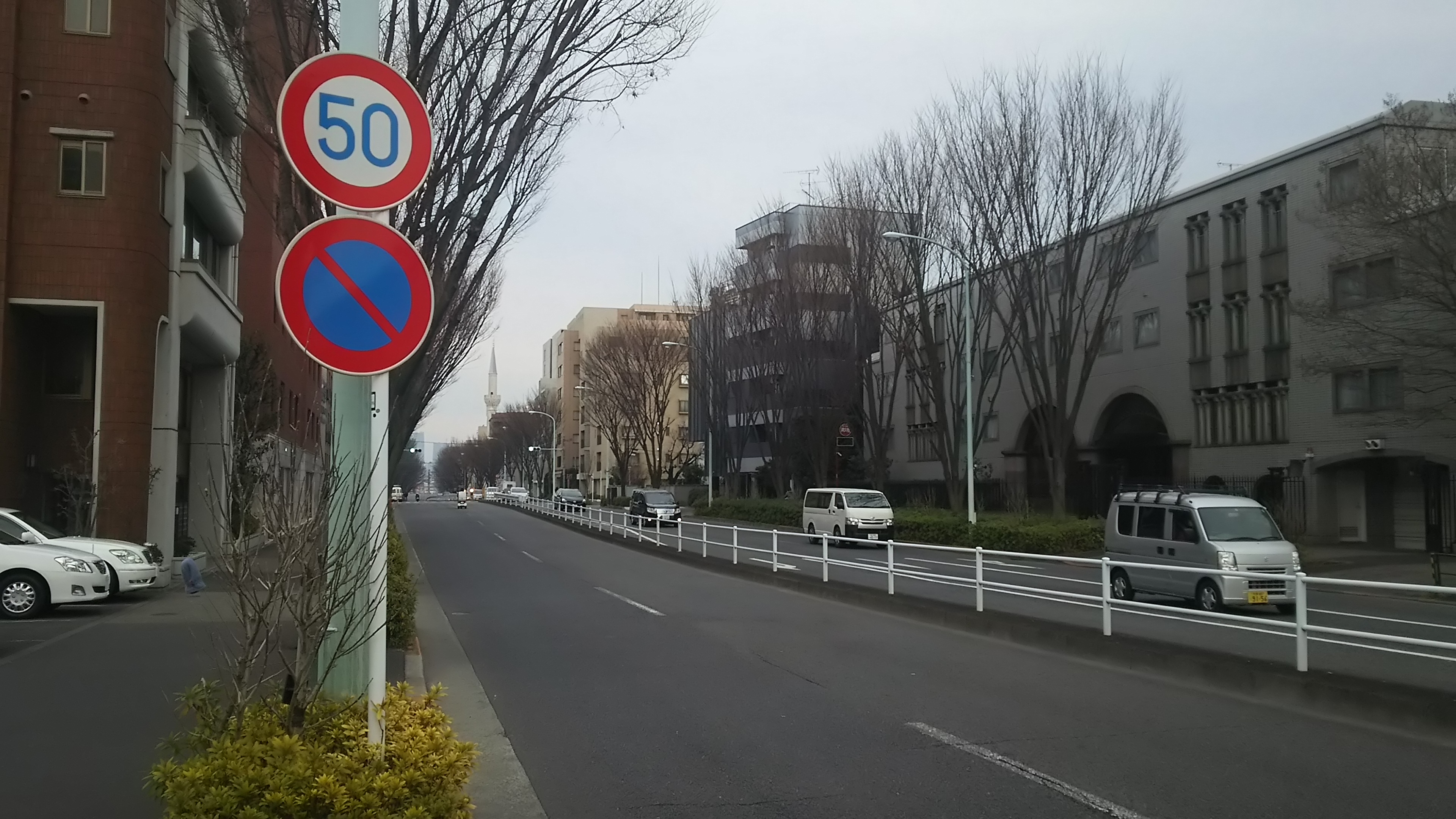
井の頭通り

- 赤坂通り
乃木坂陸橋交差点から山王下交差点（日枝神社下）まで
- みゆき（御幸）通り、フロムファースト通り
表参道交差点から根津美術館前（旧：南青山四丁目）交差点まで
天皇のための明治神宮と皇居とをつなぐ道として計画されたとの話から[2]
1975年（昭和50年）に竣工した商業ビル「フロムファースト」から
- 表参道
表参道交差点（青山通り）から明治神宮・原宿駅付近にかけて
- 井ノ頭通り
代々木公園交番前交差点から環八井の頭交差点（終点）まで

### 重複区間
- 東京都道14号新宿国立線 （東京都杉並区）西永福交差点 - （東京都杉並区）浜田山駅入口交差点（上位道路）

### 整備計画
- 大山交差点から大原二丁目交差点までの約1kmの区間は、片側2車線化の拡幅事業中であり、平成19年度に完成する予定だったが、用地買収が難航し未完成。都市計画上は、大原二丁目交差点は、井ノ頭通り側が立体交差になる計画である。
- 大原二丁目交差点から松原交差点までの約1kmの区間は、現道が和田堀給水所を迂回するような急カーブの多い道路となっているため、京王線の高架化に合わせ道路新設が計画されている。

## 地理

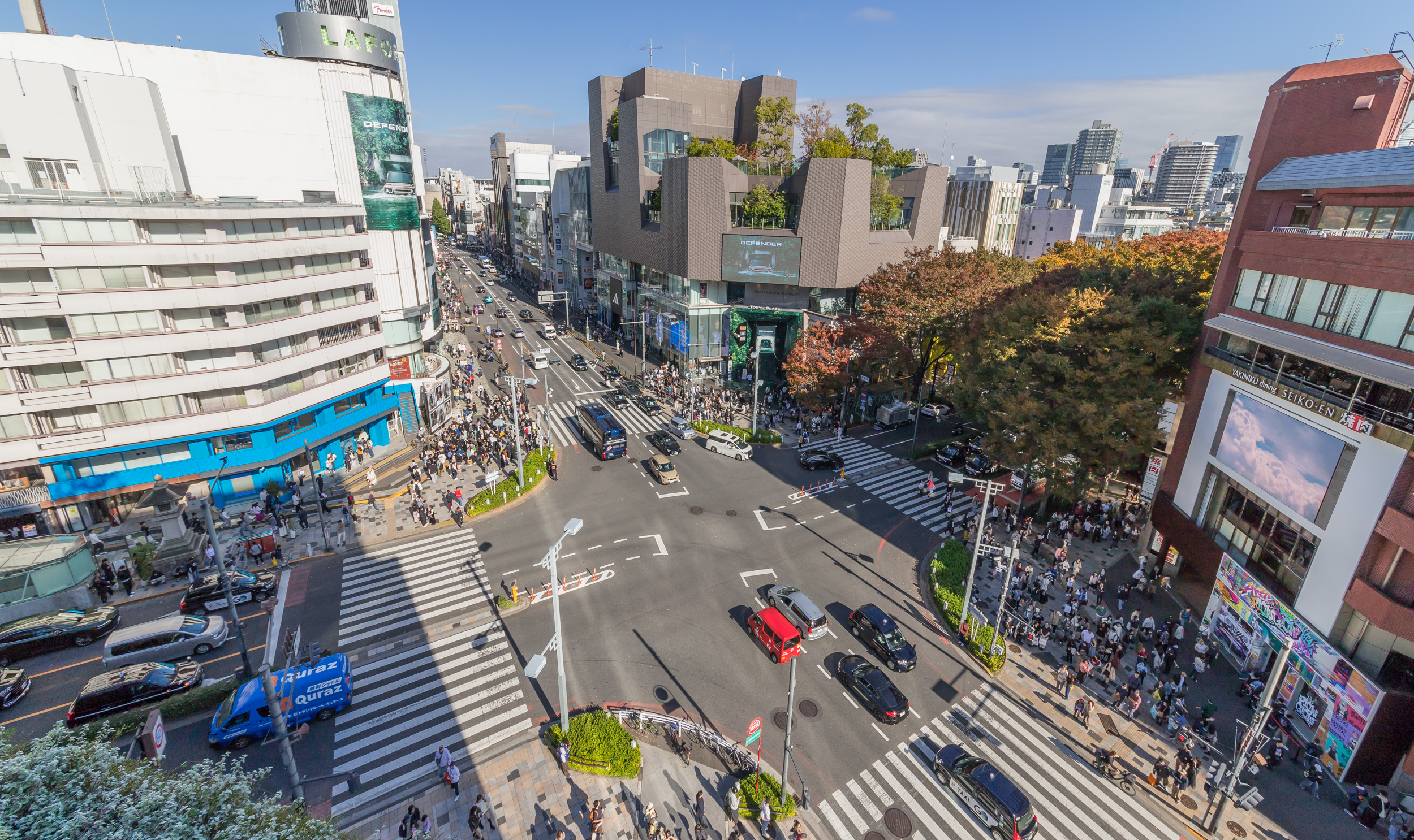
神宮前交差点

### 通過する自治体
- 東京都
  - 港区 - 渋谷区 - 世田谷区 - 杉並区

### 区間と交差する道路
北から
| 交差する道路                                                      | 交差する道路                                  | 交差点名         | 所在地 | 所在地   |
| ----------------------------------------------------------------- | --------------------------------------------- | ---------------- | ------ | -------- |
| 東京都道7号杉並あきる野線（井ノ頭通り）吉祥寺・関前・あきる野方面 |                                               |                  |        |          |
| 東京都道311号環状八号線（環八通り）                               | 東京都道311号環状八号線（環八通り）           | 環八井の頭       | 東京都 | 杉並区   |
| 東京都道14号新宿国立線（人見街道）                                |                                               | 浜田山駅入口     | 東京都 | 杉並区   |
|                                                                   | 東京都道14号新宿国立線（方南通り）            | 西永福           | 東京都 | 杉並区   |
| 東京都道428号高円寺砧浄水場線（荒玉水道道路）                     | 東京都道428号高円寺砧浄水場線（荒玉水道道路） | 荒玉水道         | 東京都 | 杉並区   |
| 東京都道427号瀬田貫井線（永福通り）                               | 東京都道427号瀬田貫井線（永福通り）           | 永福町駅前       | 東京都 | 杉並区   |
| -                                                                 | 東京都道431号角筈和泉町線（水道道路）         | 和泉二丁目       | 東京都 | 杉並区   |
| 国道20号（甲州街道）                                              | 国道20号（甲州街道）                          | 松原             | 東京都 | 杉並区   |
| 東京都道318号環状七号線（環七通り）                               | 東京都道318号環状七号線（環七通り）           | 大原二丁目       | 東京都 | 世田谷区 |
| 東京都道420号鮫洲大山線（中野通り）                               | 東京都道420号鮫洲大山線（中野通り）           | 大山             | 東京都 | 渋谷区   |
| 東京都道317号環状六号線（山手通り）                               | 東京都道317号環状六号線（山手通り）           | 富ヶ谷           | 東京都 | 渋谷区   |
| （井ノ頭通り）                                                    |                                               | 代々木公園交番前 | 東京都 | 渋谷区   |
| 東京都道305号芝新宿王子線（明治通り）                             | 東京都道305号芝新宿王子線（明治通り）         | 神宮前           | 東京都 | 渋谷区   |
| 国道246号（青山通り）                                             | 国道246号（青山通り）                         | 表参道           | 東京都 | 港区     |
|                                                                   | 本線                                          | 根津美術館前     | 東京都 | 港区     |
| 東京都道319号環状三号線                                           |                                               |                  | 東京都 | 港区     |
| 東京都道319号環状三号線支線（外苑東通り）                         | 東京都道319号環状三号線支線（外苑東通り）     | 乃木坂陸橋       | 東京都 | 港区     |
| 東京都道405号外濠環状線（外堀通り）                               | 東京都道405号外濠環状線（外堀通り）           | 山王下           | 東京都 | 港区     |

### 周辺の施設

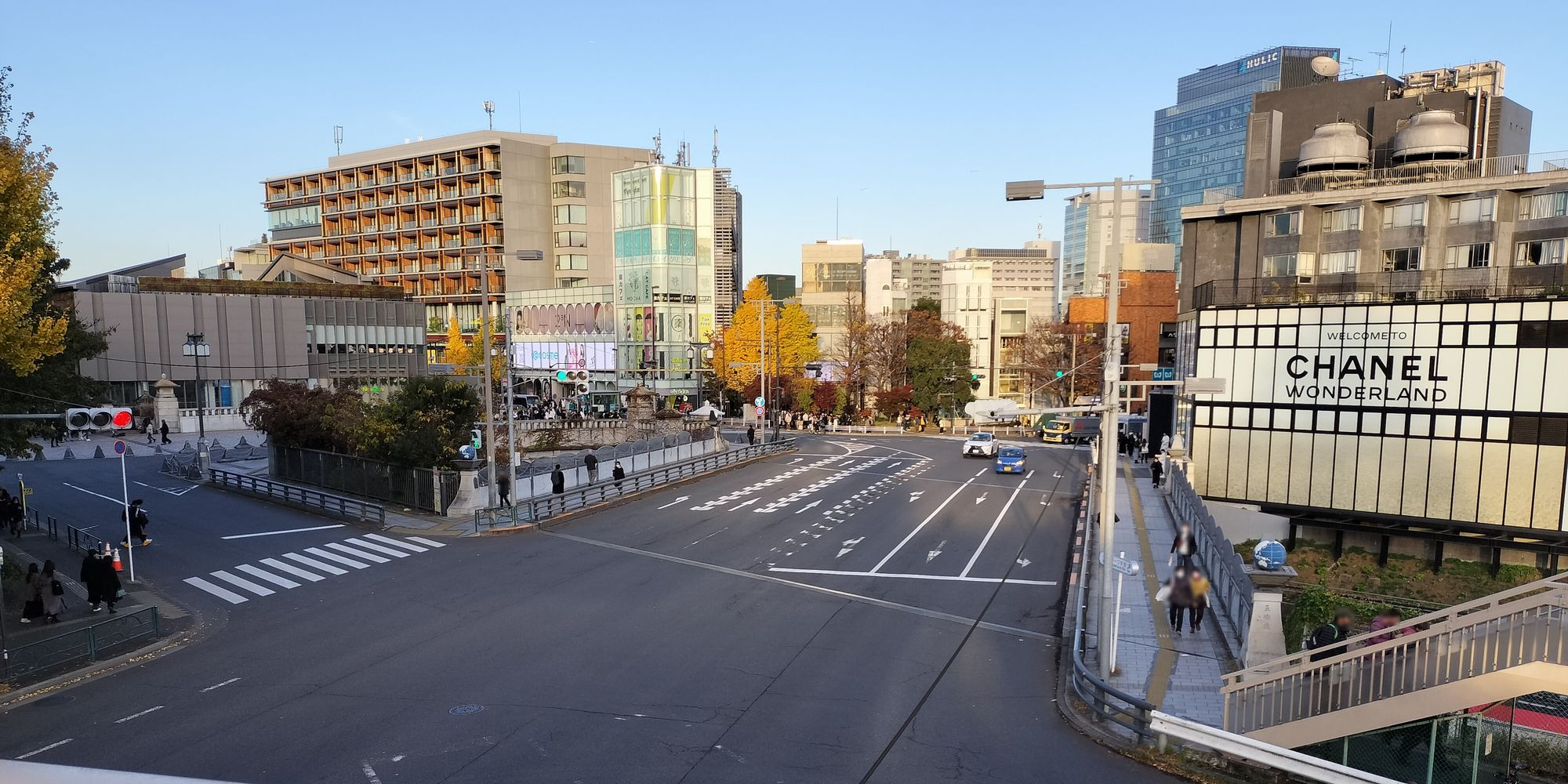
原宿駅（左）と五輪橋
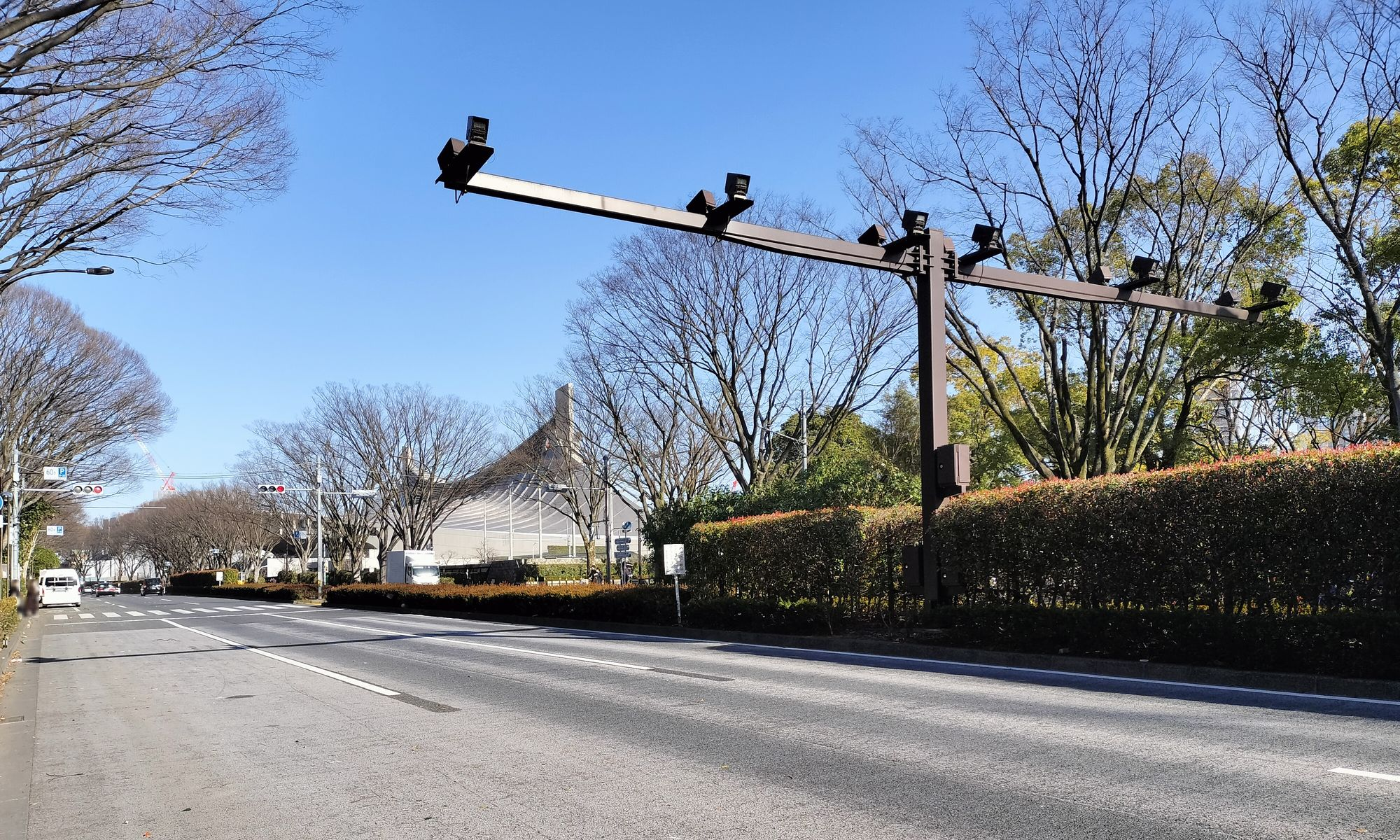
代々木公園付近

東から
- TBS放送センター
- 赤坂サカス
- 赤坂駅
- 港区立赤坂小学校
- 港区立赤坂中学校
- 乃木坂駅
- 国立新美術館
- 青山霊園
- 根津美術館
- 港区立青南小学校
- 表参道駅
- 表参道ヒルズ
- ラフォーレ原宿
- 明治神宮前駅
- 原宿駅
- 代々木公園
- 国立代々木競技場
- 渋谷区立富谷小学校
- JASRAC
- 代々木上原駅
- 世田谷区立北沢中学校
- 代田橋駅
- 和田堀給水場
- 杉並区立和泉中学校
- 杉並区立和泉小学校
- 永福町駅
- 西永福駅
- 樺島病院
- 杉並南郵便局
- サミット 高井戸東店
- コジマ 高井戸東店

- 原宿駅（左）と五輪橋
- 代々木公園付近